# Stomatium middelburgense
Stomatium middelburgense är en isörtsväxtart som beskrevs av L. Bol. Stomatium middelburgense ingår i släktet Stomatium och familjen isörtsväxter. Inga underarter finns listade i Catalogue of Life.